# Centro de Estudios Comarcales de Igualada
El Centro de Estudios Comarcales de Igualada es una institución fundada en el año 1947 con la misión de impulsar la cultura en la ciudad de Igualada. 

## Museo de Igualada
El primer proyecto del Centro de Estudios Comarcales fue la creación de una infraestructura museística para Igualada y la comarca de Noya. Fruto de esta actividad fue la inauguración del Museo de la Ciudad en 1949. Este museo se instaló en el Grupo Escolar García Fossas con las siguientes secciones: ciencias naturales, arqueología, arte antiguo y moderno, historia y folklore local y cartografía comarcal. En 1954 se abrió al público el Museo monográfico de la Piel, único en la Península y tercero de Europa. Las salas textiles del Museo de la Ciudad se inauguraron en 1955, y contienen maquinaria industrial, materias y fibras textiles, miniaturas, dioramas y documentación técnica. En 1982 se creó la Fundación Pública Municipal "Museo Comarcal de Noya", regida por un patronato autónomo presidido por el alcalde de Igualada. El Pleno de la Junta de Museos de Cataluña, con fecha 12 de enero de 1996, dio su conformidad para que el Museo Comarcal de Noya fuese declarado sección del Museo Nacional de la Ciencia y de la Técnica de Cataluña. La junta del patronato para adaptar el Museo Comarcal de Noya a la nueva situación museística catalana, acordó el 25 de noviembre de 1997 el cambio de denominación pasándose a llamar Museo de la Piel de Igualada y Comarcal de Noya.

## Actividades
El Centro de Estudios Comarcales ha organizado durante muchos años "El Día de la Comarca" que incluye conferencias culturales. En 1966 se celebró en la localidad de La Llacuna e incluyó una disertación sobre «L'art romànic a la Comarca d'Igualada».
El Centro ha participado en varias asambleas de estudiosos de las comarcas catalanas. En 1967, con motivo de los 20 años de la entidad, la asamblea intercomarcal se celebró en Igualada, presidida por Cassià Just, abad de Montserrat.
"EGAN - Espeleo Grup Noya", dedicado a la espeleología desde 1989 y la "Associació Bonsái i Natura de l'Anoia" creada el año 1993 son dos filiales del Centro. También gestiona la publicación de la revista cultural Miscellanea Aqualatensia.